# Camdenton (Missouri)
Camdenton település az Amerikai Egyesült Államok Missouri államában, Camden megyében, melynek megyeszékhelye is. Lakosainak száma 3960 fő (2020. április 1.).

## Népesség
A település népességének változása:

| 2010 | 3 718 |
| 2020 | 3 960 |